# Clypeolaria
Clypeolaria là một chi bọ cánh cứng trong họ Chrysomelidae.
Chi này được Lefevre miêu tả khoa học năm 1885.

## Các loài
Chi này gồm các loài:
- Clypeolaria ovata Medvedev, 2002